# Jun Shimanuki
Jun Shimanuki (島貫 純 Shimanuki Jun?), född 7 augusti 1988 i Tokyo prefektur, är en japansk före detta fotbollsspelare.
Shimanuki började sin karriär 2007 i Mito HollyHock. Han avslutade karriären 2008.